# Goniomonadaceae
Famille
Les Goniomonadaceae sont une famille d'algues de l'embranchement des Cryptista, de la classe des Goniomonadea et de l’ordre des Goniomonadales.

## Étymologie
Le nom de la famille vient du genre type Goniomonas, composé du préfixe goni, angle, et du mot grec μονασ / monas, « seul, solitaire, isolé », littéralement « monade angulaire ».

## Description
Le genre Goniomonas se compose d'espèces se présentant sous la forme de monades biflagellées, aplaties, nageant librement, elliptiques en vue latérale avec une partie antérieure obliquement tronquée ; un sillon s'étend le long du milieu du bord antérieur et sur une courte distance le long du bord ventral et est entouré d'une seule rangée latérale d'éjectosomes ; dépourvues de chloroplastes, de pyrénoïdes, de nucléomorphes et d'amidon ; le périplaste est doté de stries longitudinales plus ou moins visibles chez toutes les espèces.
La reproduction se fait par division cellulaire simple, les cellules se divisant latéralement dans le sens antéro-postérieur. 
La production de kystes et les colonies palmelloïdes sont inconnues.
Goniomonas est la seule cryptomonade examinée jusqu'à présent qui ne possède pas de complexe plastidial, et est donc considérée comme primitive. 
Les flagelles ont une ultrastructure inhabituelle et le système sillon-gosier est situé sur la partie antérieure de la cellule plutôt que sur la partie ventrale habituelle.  Le produit de stockage est l'huile. 

## Distribution
Le genre est bien connu dans les habitats d'eau douce avec une distribution cosmopolite, mais il est rarement abondant. Il est également présent dans les eaux marines, mais rarement enregistré.

## Liste des genres et espèces
Selon AlgaeBase (2 septembre 2022) :
- Goniomonas F.Stein, 1878
  - Goniomonas amphinema J.Larsen & D.J.Patterson, 1990
  - Goniomonas avonlea Eunsoo Kim & J.M.Archibald, 2012
  - Goniomonas brasiliensis C.E.M.Bicudo, 2007
  - Goniomonas elongata Maskell, 1888
  - Goniomonas pacifica J.Larsen & D.J.Patterson, 1990
  - Goniomonas truncata (Fresenius) F.Stein, 1878

## Systématique
La famille des Goniomonadaceae a été créée en 1991 par le botaniste et phycologue australien David R. A. Hill (d) (1962-) dans une publication rédigée par le biologiste et botaniste australien David Joseph Patterson (d) et le protozoologiste danois Jacob Larsen (d).
Goniomonas truncata (Fresenius) F.Stein 1878 fut nommé Cyathomonas truncata (Fresenius) Fisch 1885, et classé dans la famille des Cyathomonadaceae .

## Publication originale
- Patterson, D.J. & Larsen, J. (1991). « The biology of free-living heterotrophic flagellates ». Systematics Association Special Volume No. 45.  pp. i-xiii, [1]-505. Oxford, Clarendon Press.